# Музей Армии обороны Израиля
Музей Армии обороны Израиля (ивр. מוזיאון בתי האוסף לתולדות צה"ל‎; Музей истории Армии обороны Израиля, также Батей ха-Осеф) — центральный военный музей Израиля, расположенный в районе Неве-Цедек города Тель-Авива. Освещает не только историю собственно Армии обороны Израиля, но и еврейских вооружённых формирований в подмандатной Палестине. Входит в организационную структуру Министерства обороны Израиля.

## Экспозиция
В коллекциях музее представлены практически все виды вооружений: стрелковое оружие, ствольная и реактивная артиллерия, бронетехника и пр. Помимо импортных вооружений и произведённых в Израиле выставляется также военные трофеи и даже оружие, использовавшееся террористическими организациями.